# Sunburst (Montana)
Sunburst es un pueblo ubicado en el condado de Toole en el estado estadounidense de Montana. En el Censo de 2010 tenía una población de 375 habitantes y una densidad poblacional de 72,9 personas por km².

## Geografía
Sunburst se encuentra ubicado en las coordenadas 48°52′28″N 111°54′5″O / 48.87444, -111.90139. Según la Oficina del Censo de los Estados Unidos, Sunburst tiene una superficie total de 5.14 km², de la cual 4.52 km² corresponden a tierra firme y (12.08%) 0.62 km² es agua.

## Demografía
Según el censo de 2010, había 375 personas residiendo en Sunburst. La densidad de población era de 72,9 hab./km². De los 375 habitantes, Sunburst estaba compuesto por el 94.93% blancos, el 0% eran afroamericanos, el 0.53% eran amerindios, el 0% eran asiáticos, el 0% eran isleños del Pacífico, el 0.53% eran de otras razas y el 4% pertenecían a dos o más razas. Del total de la población el 2.67% eran hispanos o latinos de cualquier raza.